# Хуршудян Ріпсіме Арменівна
Ріпсіме Хуршудян  (вірм. Հռիփսիմե Խուրշուդյան, 27 липня 1987) — вірменська важкоатлетка, олімпійська медалістка.

## Виступи на Олімпіадах
| Олімпіада   | Вагова категорія | Місце                     |
| ----------- | ---------------- | ------------------------- |
| Пекін 2008  | до 75 кг         | 11                        |
| Лондон 2012 | понад 75 кг      | ( Бронза) дискваліфікація |

У серпні 2015 року розпочалися повторні аналізи на виявлення допінгу зі збережених зразків з Олімпійських ігор у Пекіні 2008 року та Лондоні 2012 року.
Перевірка зразків Ріпсіме Хуршудян з Лондона 2012 року призвела до позитивного результату на заборонені речовини — дегідрохлорметилтестостерон (туринабол) і станозолол. Рішенням дисциплінарної комісії Міжнародного олімпійського комітету від 27 жовтня 2016 року в числі інших 8 спортсменів вона була дискваліфікована з Олімпійських ігор в Лондоні 2012 року і позбавлена бронзової олімпійської медалі. — Анастасія Готфрід.